# Tahir Hanley
Tahir Karanha Omari Hanley (Basseterre, San Cristóbal y Nieves, 5 de mayo de 1997) es un futbolista sancristobaleño que juega como delantero y su último club fue el Real de Minas de la Liga Nacional de Fútbol de Honduras, actualmente es agente libre debido a la desaparición del club. Es internacional con la selección de fútbol de San Cristóbal y Nieves

## Carrera

### Clubes
| Club               | País                   | Año       |
| ------------------ | ---------------------- | --------- |
| Garden Hotspurs    | San Cristóbal y Nieves | 2013-2017 |
| Village Superstars | San Cristóbal y Nieves | 2018-2020 |
| Real de Minas      | Honduras               | 2021      |

### Selección nacional
Hanley hizo su debut con la selección de fútbol de San Cristóbal y Nieves el 31 de agosto de 2016 en un empate 0-0 contra Nicaragua en un amistoso, entrando como suplente de Carlos Bertie en el minuto 46.

#### Goles internacionales
| N.º | Fecha                   | Evento                                             | Adversario | Puntaje | Resultado | Competencia                         |
| --- | ----------------------- | -------------------------------------------------- | ---------- | ------- | --------- | ----------------------------------- |
| 1.  | 5 de septiembre de 2019 | Estadio Atlético Kirani James, St. George, Granada | Granada    | 1 –1    | 1–2       | 2019-20 CONCACAF Liga de Naciones B |

## Premios y reconocimientos

### Clubes
Village Superstars
- Liga Premier SKNFA 2017–18, 2018–19

### Individual
- MVP de las finales de la Premier League de SKNFA 2017-18[2]

## Vida personal
Los hermanos de Tahir, Tiran Hanley y Tishan Hanley, y su primo Alister Warner también fueron seleccionados nacionales con San Cristóbal y Nieves.